# Freepik
Freepik是一個在網站製作和發布包括照片、插圖和矢量图形的图像庫內容網站。該平台以免費增值模式分佈其內容，這意味著用戶可以免費訪問大部分內容。但也可以購買具有訪問更多獨家資源等優勢的訂閱，並可選擇不註明所使用的內容或更高的每日下載量。Freepik於2010年在馬拉加成立，其理念是為世界各地的設計師提供免費的圖像資源。西班牙股票圖片平台有數百萬用戶使用，其中包括微软、聯邦快遞、Amazon或Spotify等多民族国家。

## 外部連結
- 官方网站